# 사이키 가즈토
사이키 가즈토(일본어: 斉木 和人, 1970년 8월 20일 ~ )는 일본의 전 축구 선수이다.

## 구단 경력
1993년 J1리그의 요코하마 마리노스에 입단했다. 1995년 재팬 풋볼 리그의 방포레 고후로 이적했다. 1999년 J2리그로 승격했다. 1999년후 현역 은퇴.